# 张珂 (1969年)
张珂（1969年9月—），辽宁沈阳人，汉族，中国共产党党员。中华人民共和国政治人物、第十三届全国人民代表大会辽宁省代表。

## 生平
2018年，张珂被选为辽宁省出席第十三届全国人民代表大会代表。
2022年9月，任沈阳工业大学校长、党委副书记。